# 12870 Rolandmeier
12870 Rolandmeier eller 1998 MK37 är en asteroid i huvudbältet som upptäcktes den 24 juni 1998 av LONEOS vid Anderson Mesa Station. Den är uppkallad efter Roland C. Meier.
Asteroiden har en diameter på ungefär 5 kilometer och den tillhör asteroidgruppen Innes.